# Windstein
Windstein település Franciaországban, Bas-Rhin megyében. Lakosainak száma 173 fő (2022. január 1.). Windstein Dambach, Langensoultzbach, Lembach, Niederbronn-les-Bains és Reichshoffen községekkel határos.

## Népesség
A település népessége az elmúlt években az alábbi módon változott:
| Lakosok száma | 177  | 173  | 169  | 165  | 164  | 161  | 158  | 163  | 168  | 173  |
|               | 2013 | 2014 | 2015 | 2016 | 2017 | 2018 | 2019 | 2020 | 2021 | 2022 |